# 寬帶中脊沫蟬
寬帶中脊沫蟬（学名：Mesoptyelus auropilosus）为尖胸沫蟬科中脊沫蟬屬下的一个种。